# 芸能スクランブル!!
『芸能スクランブル!!』（げいのうスクランブル）は、1988年10月3日から1989年3月30日まで日本テレビ系列局で放送された日本テレビ製作のワイドショー。放送時間は毎週月曜 - 金曜 15:00 - 15:45 (JST) 。

## 概要
それまで3時間45分番組だった『午後は○○おもいッきりテレビ』のうち、芸能情報コーナー「うわさのうわさ」が独立して誕生。司会は、元テレビ朝日アナウンサーの南美希子（うわさのうわさコーナー司会から続投）と日本テレビアナウンサー（当時）の小倉淳が務めた。
源流となるのは『2時のワイドショー』の1コーナーとして放送されていた『芸能マイスタ』、さらには『酒井広のうわさのスタジオ』。
この時期はテレビ朝日『欽ちゃんのどこまで笑うの!?』の時差ネット、フジテレビ『タイム3』などを放送していた地域が多く、ネット局は少なかった。
| 日本テレビ系 平日15時台                                      | 日本テレビ系 平日15時台                       | 日本テレビ系 平日15時台 |
| 前番組                                                       | 番組名                                        | 次番組                  |
| ------------------------------------------------------------ | --------------------------------------------- | ----------------------- |
| 午後は○○おもいッきりテレビ ※「うわさのうわさ」コーナーを分割 | 芸能スクランブル!! （1988年10月 - 1989年3月） | スクランブル3           |